# 辺土名求
邊土名 求（へんとな もとむ、1948年7月15日 - ）は、沖縄県具志川市（現・うるま市）出身のシニアプロゴルファー。

## 人物・略歴
沖縄県立前原高等学校卒業。「PAPA辺土名」名義で歌手活動もしている。
父親がアイリッシュ系アメリカ人、母親が日本人のハーフ。長女は里中茶美、長男はISSA（邊土名一茶）。次男はプロゴルファーの邊土名二茶。三男は辺土名茶三海であり、ティアラ（母の従孫）は従姪に当たる。